# Історія нафтогазовидобування в Росії
Історія нафтогазовидобування в Росії
Одна з перших згадок про нафту в Росії відноситься до XV століття, коли нафта була знайдена в Ухті. У 1684 іркутський письмовий голова Леонтій Кіслянський виявив нафту в районі Іркутського острогу. Про іншу знахідку нафти в Росії було повідомлено 2 січня 1703 в російській газеті «Ведомости». У 1745 році архангелогородець Федір Савелійович Прядун почав видобуток нафти з дна Ухти і побудував один з перших у світі нафтоперегінних заводів. Однак протягом XVIII століття розробка нафтових родовищ була збитковою через вкрай вузького практичного застосування продукту.
Як і для будь-якої імперії, для Росії важко розділити власне її історію та історію захоплених нею народів. Тому історія нафтогазовидобування в Росії поширюється і на історію нафтовидобування у Азербайджані, Україні, СРСР.
Після імперських захоплень в районі Баку на початку XIX століття основним нафтовим районом Російської імперії став Кавказ. Після винаходу гасової лампи в 1853 році попит на нафту зріс багаторазово.
Перша свердловина на нафту (розвідувальна) промисловим способом була пробурена на Апшеронському півострові в 1847 році, перша експлуатаційна свердловина пробурена на р. Кудако на Кубані в 1864 році.
Перший простий нафтопереробний завод, що виробляє гас, був створений в Баку в 1863 році інженером і ентузіастом Давидом Меліковим (тюркізована форма його імені — «Джавад Меліков», під яким він був відомий в Баку). Він же кілька років по тому заснував нафтопереробний завод в Грозному.
Засноване в 1879 році «Товариство нафтового виробництва братів Нобель» вело нафтовидобуток і нафтопереробку в Баку, створило власну транспортну і збутову мережу, що включала нафтопроводи, танкери, вагони-цистерни та нафтобази з причалами та залізничними гілками.
В кінці XIX століття в нафтовидобувну галузь були допущені іноземці та, зокрема, Ротшильд і Рокфеллер. Так, в 1886 році Ротшильди утворили «Батумське нафтопромислове та торговельне суспільство», відоме згодом лише по його російської абревіатурі БНІТО. У Батумі були побудовані нафтосховища і організовані точки збуту .
У 1913 році в Росії було видобуто 9093 млн тонн нафти, що дорівнює 555 100 000 пудів.
Перша світова війна, а особливо Російська революція 1917 р. і грома-дянська війна призвели до значного зниження нафтовидобування. У червні 1918 р. був підписаний Декрет Ради народних комісарів «Про націоналізацію нафтової промисловості», який припинив діяльність провідних нафтовидобувних компаній. Ситуація погіршилася з окупацією більшовицькою Росією Азербайджанської демократичної республіки в 1920 р., коли була захоплена власність бакинських нафтових кампаній, а управління промислами перейшло до більшовицьких комісарів.
Потреби у пошуках власної російської нафти сприяли відкриттю вже в 1920 р. у Московській гірничій академії нафтової кафедри, яка трансформувалася в окремий факультет, на базі якого в 1930 р. був створений Московський нафтовий інститут (ректор — «червоний академік» Іван Губкін). Науковцями цих інституцій були продовжені геологічні дослідження величезних територій між Волгою та Уралом, розпочаті численними заходами геологів царської Росії (про що радянська пропаганда ніколи не згадувала). Ще на початку ХХ ст. геолог Микола Тихонович, досліджуючи родовища Казанської губернії, дійшов висновку про перспективність нафтовидобування в Поволжі. У 1912 р. тут було створене нафтове товариство «Казань Ойл Філдс лімітед» із залученням британського капіталу, проведене розвідувальне буріння, яке показало добрі перспективи району (зокрема Сюкеєвського нафтового родовища), але Перша світова війна обірвала плани освоєння цих покладів.
У 1920-1930-х роках Геологічний комітет під керівництвом І. Губкіна (рис. 4.34) почав широкі дослідження в Татарії, Башкирії, Куйбишевській і Пермській областях, де з часом були розвідані багаті нафтові родовища. У 1929 р. професор Павло Преображенський відкрив пермську нафту, зокрема в Чусовських Городках Пермської області .
У 1932 р. експедицією геолога-нафтовика Олексія Блохіна були отримані перші нафтові фонтани велетенського Ішимбайського родовища (Башкирія). Невеличке село Ішимбай швидко перетворилося в місто нафтовиків, з якого була збудована залізниця (а з часом і нафтопровід) до Уфи, де повстали потужні нафтопереробні заводи. Слід зазначити, що численні свідчення проявів нафти в цьому районі науково фіксувалися, починаючи з другої половини XVIII ст., а в 1911—1914 рр. приватний підприємець А. Срослов, пробуривши свердловини глибиною від 20 до 90 м, виявив тут великі скупчення асфальту та густої нафти. Де-факто Ішимбайське родовище було відкрите, хоча його потенціал залишався невідомим. Для вивчення цього важливого питання до Геологічного комітету Російської імперії декілька разів надсилалися клопотання, щоб провести глибоке буріння відкритих нафтових територій, проте до війни це не відбулося, а під час Першої світової війни такої можливості вже не було.
Нагальні потреби в новій багатій нафті виникли вже в інших умовах 1930-х років і були зумовлені двома основними факторами — швидким розви-тком автомобільного транспорту та необхідністю диверсифікації нафтопос-тачання на випадок війни. Геологам ставилася задача відкрити «другий Баку» і вона, певною мірою, почала вирішуватись на базі Волзько-Уральської нафтогазоносної області (що мало велике значення в роки війни). Значну допомогу в пошуку родовищ здійснила французька геофізична компанія «Шлюмберже», яка вела підготовку кадрів радянських геофізиків, передала дослідне обладнання й допомогла поставити його на серійне виробництво в колишньому СРСР. У будівництві нафтопереробних заводів, організаційних і логістичних розв'язаннях величезну роль відігравало американське проектне бюро Альберта Кана, яке спроектувало в СРСР понад 500 найбільших підприємств. У 1940 р. видобуток нафти в Росії склав понад 7 млн т (з них близько 5 млн т приходилось на Чечню та 1,8 млн т на Башкирію), загальний видобуток в СРСР склав близько 33 млн т, з них Азербайджан дав понад 23,5 млн т.
На початку 1930-х рр. на півночі Росії почала формуватися нова нафтогазоносна область. Ще далекого 1868 р. підприємець і рудознавець Михайло Сидоров розпочав буріння неглибоких свердловин в басейні Печори (там, де починав Федір Прядунов) і отримав близько 32 т нафти. Свердловинна розвідка нафтових родовищ в Ухтинському районі Печорського краю продовжилася в першій чверті ХХ ст. (Російське товариство «Нафта», Варваринський промисел Гансберга та ін.).
Початок радянського освоєння нафтових ресурсів Печорського краю (як пізніше й усіх інших ресурсів Арктики) базувався на праці ув'язнених зі створеної системи концентраційних виправно-трудових таборів. Влітку 1929 р. була сформована спеціальна структура «Північні табори особливого призначення» («СЕВЛОН»), яка й почала нафтові розвідки в районі Ухти. Перша експедиція з 139 осіб запустила свердловину № 1 і протягом 1929 р. видобула 5 т нафти (кількість людських жертв, відданих за одну тонну, у звітах не уточнювалась). У 1930 р. розвідувально-експлуатаційна свердловина № 5 на глибині 390 м дала легку нафту з дебітом близько 4 т на добу. Таким чином силами ув'язнених було відкрите Чиб'юське промислове родовище девонської нафти, з якого бере початок нафтогазова промисловість Республіки Комі. У 1932 р. було відкрито велике Ярегське родовище. Його важка, в'язка нафта вперше видобувалася шахтним способом. Табірне поселення нафтовиків-невільників Чиб'ю з 1939 р. стало називатися Ухтою. Через табори «Ухтпечлагу» пройшли понад 90 тис. осіб, переважна більшість з яких не дожила до строку звільнення. У 1930 р. створенням виправно-трудового табору в Республіці Комі керував провідний ідеолог і творець системи сталінського ГУЛАГу Нафталій Френкель.
У роки Другої світової війни геологічні пошуки в арктичних районах Західного Сибіру проводив В. Сакс, який вперше обґрунтував пониззя ріки Надим як найбільш перспективний район пошуків (у 1967 р. там буде відкрите велике газоконденсатне родовище Ведмеже).
Найважливіші події історії російського нафтогазовидобування припадають на 1960-ті роки і пов'язані з відкриттям і освоєнням велетенських родовищ Західного Сибіру, значну перспективу яких передбачав І. Губкін ще в середині 1920-х років. Геологічні партії почали пошуки нафти в цьому величезному районі в 1939 р., але їх діяльність (подібно до перших розвідок в Югрі на початку ХХ ст.) була безуспішною. Отримані натурні дані й теоретичні міркування деяких тогочасних геологів давали вельми скептичні оцінки наявності нафти в Західному Сибіру (чимало провідних талановитих геологів постраждали від сфабрикованих НКВС «Справи Геолкому», «Справи про шкідництво в нафтовій промисловості» тощо). Незважаючи на відкриття в 1948 р. у Татарстані велетенського Ромашкінського родовища (доведені запаси оцінені в 3 млрд т) інтенсивна повоєнна експлуатація родовищ Волзько-Уральського регіону (а також Азербайджану та України) загрожувала різким зменшенням розвіданих запасів і пошук нових нафтових родовищ ставав питанням величезної державної ваги.
У 1948 р. розпочала роботу Тюменська нафторозвідувальна експедиція, яку в 1952 р. очолив Рауль Ервьє, (родина Ервьє походила із Франції, геологічну освіту Рауль отримав у Києві, понад десять років працював у геологорозвідувальних експедиціях в Україні). Під його керівництвом був створений трест «Тюменьнафтогеологія», де разом працювали геологи, геофізики й буровики, що дало синергетичний ефект.
В умовах скептичного ставлення впливової частини тогочасної радянської геологічної науки до нафтогазового потенціалу Тюменської області ве-ликою заслугою Р. Ервьє було обґрунтування перспектив нафто¬газо-носності Західно-Сибірської низовини та практичне доведення цієї істини (25 червня 1960 р. свердловина № 6 Шаїмської нафторозвідувальної експедиції дала перший у Західному Сибіру нафтовий фонтан). Тривалий час успішного керівництва Р. Ервьє пошуковими роботами в Тюмені створив цілу «епоху Ервьє», яка дозволила Росії стати однією з найбільших нафто¬газових держав світу, проте до 1962 р. (відкриття Мегіонського та Усть-Баликського родовищ) за ідею великої тюменської нафти доводилося «героїчно боротися».
У колишньому СРСР великі відкриття мислились лише категоріями колективних досягнень, а здобутки окремих видатних особистостей традиційно нівелювалися. Проте відкриття найбільших родовищ Західного Сибіру має дивовижний виняток, ім'я якого — Фарман Салманов. Молодий азербайджанський інженер-геолог (випускник Бакинського індустріального інституту) очолив у 1955 р. Плотниковську нафторозвідувальну експедицію в Кемеровській області.
Деякі академіки, прихильники органічного походження нафти (див. розділ 1) вбачали можливість знайти нафту саме в Кузбасі, виходячи з виявлених там потужних вугільних пластів. Салманов доводив повну безперспективність пошуків нафти в Кузбасі, але його думка для кабінетних учених нічого не вартувала. У серпні 1957 р. Фарман переконав найближчих колег і самовільно вивіз свою геологічну партію (30 спеціалістів разом з родинами) в Сургут. Незважаючи на категоричні накази повернутися й погрози кримінальною справою, геологи облаштувалися на новому місці й розпочали буріння свердловин. Салманов згадував: "Галасу було багато, але ми відімкнули зв'язок. З посади мене хотіли зняти, але врешті-решт дозволили залишитись. Спершу тулилися на вокзалі разом з дружинами й дітьми. А 21 березня 1961 року, на моє улюблене азербайджанське свято Новруз байрам, перша свердловина в районі селища Мегіон дала фонтан нафти. Я стрибав і кричав: «Ми перемогли!».
Проте відкриття сибірської нафти опоненти Салманова зустріли критично. Вони пояснили, що радіти нема чому, що це лише природна аномалія, яка вичерпається за кілька тижнів, а великої нафти в Західному Сибіру «просто не може бути». Тоді ще ніхто не уявляв, що свердловина Салманова в Мегіоні потрапила на границю нафтового «слона» першої величини — майбутнього гігантського родовища Самотлор. Коли пішов фонтан з другої свердловини в районі Усть-Балика Салманов направив керівництву повідомлення, що «свердловина б'є за всіма правилами» (тобто — нічого аномального), а Микиті Хрущову дав славнозвісну телеграму: «Я знайшов нафту. Ось так. Салманов».
Говорячи про роль особистості в історії (в нашому випадку — в історії нафтогазової справи), слід зазначити традиційний спротив системи діяльності талановитих «одинаків». Одне з найбільших геологічних відкриттів (за економічними і політичними наслідками) робила на свій «страх і ризик» купка відчайдухів, спираючись на віру в успіх і ентузіазм свого провідника. Геологи з сім'ями жили практично в польових умовах в регіоні з екстремальними морозами. Пересувались здебільшого кіньми (перший трактор отримали в 1960 р., за рік до відкриття першого родовища). Кожен метр буріння давався на межі можливостей. Але перемога була за ними . На місці Усть-Баликських юрт повстав Нєфтєюганськ.
Зірка Фармана Салманова продовжувала небачене сходження «небо-схилом» сибірської нафти. Феноменальні відкриття великих родовищ йшли одне за одним: Усть-Баликське, Мегіонське, Мамонтовське, Правдинське, Федорівське, Сургутське, Уренгойське, Ямбурзьке та інші. З 1977 р. Салманов очолив «Головтюменьгеологію», причому за часів його керівництва розвідані запаси нафти збільшилися більше ніж вдвічі. Фарман підкреслював: «Хочу застерегти вас від помилки, що Салманов самостійно підкорив Західний Сибір і видобув для нашого народу тепло та світло. Я мало схожий на Прометея. Усі ці роки поруч мене працювали тисячі й тисячі геологів, нафтовиків, газовиків, будівельників, які не шкодуючи сил і здоров'я видобували нафту і газ. Я щасливий, що був поруч з цими великими людьми. Я — геолог. І геологію вважаю найбільш цікавою, найкращою професією. У всі часи нас називали першопрохідцями. Це дуже високе звання, яким пишалися покоління розвідників надр».
Прориви Салманова розвивали інші геологічні партії, на рахунку яких було також чимало славетних відкриттів. Зазначимо успіх Мегіонської нафторозвідувальної експедиції під керівництвом Володимира Абазарова (родина Абазарових походила з Ірану, Володимир — випускник Грозненського нафтового інституту). Саме в Мегіоні Салмановим у 1961 р. була отримана перша велика сибірська нафта . Дослідити район поблизу Нижньовартовська біля «мертвого озера» Самотлор і виявити потенціал імовірного родовища була направлена експедиція Абазарова. 22 червня 1965 р. розвідувальна свердловина бурильного майстра Г. Норкіна на глибині 1700 м розкрила нафтогазовий поклад і вибухнула фонтаном великої сили — понад тисячу кубометрів нафти на добу .
Як виявилось пізніше — було відкрите найбільше в Росії й шосте в світі Самотлорське нафтове родовище, геологічні запаси якого оцінюються в 7,1 млрд т (доведені — в 2,7 млрд т). Видобування нафти в цьому районі було ускладнене тим, що більша частина території родовища була вкрита величезними торфовими болотами. Перший проект розробки родовища базувався на будівництві спеціальних естакад, на яких планувалось розміщувати бурове обладнання (подібно до бакинських естакад на Каспії). Але вартість зведення такої системи в умовах наявних транспортних проблем, особливостей клімату та геологічного середовища виходила за межі доцільності. За другим проектом планували осушити болота на великій території, але загрози загоряння зневодненого торфу зупинили реалізацію цієї ідеї. Тоді прийняли інноваційне (на той час) рішення створювати насипні острови, на яких зводили бурильні вежі .
З 1969 р. розпочалася промислова експлуатація Самотлорського родовища. У перші роки розробки пластовий тиск був такий високий, що труби за лічені секунди нагрівалися до високих температур і створювали характерне гудіння (дехто із забобонних місцевих мешканців вважав, що це виють демони землі). Розбурювала Самотлорське родовище бригада легендарного майстра-бурильника Анатолія Шакшина, який за численні рекорди швидкісного буріння отримав прізвисько — «скороходець». Саме він першим опанував метод буріння на болотах зі штучних насипів.
У 1970-х роках основним засобом пошуку родовищ стають геофізичні методи. У Ханти-Мансійську було створене об'єднання «Ханти-Мансійськгеофізика», яке в зимовий сезон 1978—1979 рр. дослідило під керівництвом В'ячеслава Мухлиніна приобський район в 200 км західніше Нєфтєюганська. Обробка даних сейсморозвідки виявила наявність нафтової структури великих розмірів, що простягалася на обох берегах Обі. Прибулий у Ханти-Мансійськ Ф. Салманов запропонував назву родовища — Приобське. У 1982 р. перші свердловини Приобського дали багату нафту. Родовище виявилось гігантським, доведені запаси — понад 2,4 млрд т, хоча умови розробки були теж дуже складні.

Особливої уваги заслуговує нафтогазовий потенціал Російської Арктики, зокрема південна частина Карського моря. У 1936 р. було створене Головне управління Північного морського шляху, в завдання якого входило не тільки забезпечення судноплавства від Баренцового моря до Берингової протоки, але й освоєння багатих родовищ корисних копалин Крайньої Півночі (для цього було засноване спеціальне гірничо-геологічне управління). У 1948 р. був створений НДІ геології Арктики. У 1950 р. новосибірськими й томськими геологами була проведена геологічна зйомка півночі Західного Сибіру, що дало перші підстави для наукового пошуку нафтогазових ресурсів. У середині 1950-х років новосибірський вчений Микола Ростовцев теоретично довів наявність на півночі Тюменської області величезних родовищ природного газу. Він зі своїми учнями переїхав у Тюмень і багато зробив для розвідки та освоєння нафтогазових родовищ Західного Сибіру (одне з відкритих у 1986 р. газових родовищ континентальної Арктики на честь вченого було назване — Ростовцевське).

У 1962 р. було відкрите перше в арктичній частині Західно-Сибірської нафтогазоносної провінції родовище — Тазовське, далі — низка унікальних за обсягами нафтогазоконденсатних і газових родовищ: Заполярне (1965 р.), Уренгойське (1966 р.), Ведмеже (1967 р.), Арктичне (1968 р.), Ямбурзьке (1969 р.). У 1970-ті роки була відкрита низка потужних родовищ на півострові Ямал. У 1980-х рр. розвідувальні роботи просунулись ще далі на північ (Ненецький автономний округ) та на острови Баренцового й Карського морів. У другій половині 1980-х років досліджувався шельф цих морів і було відкрито декілька газових і нафтових родовищ, серед яких унікальні газоконденсатні — Русанівське і Штокманівське. Останнє — одне з найбільших у світі (запаси категорії C1 — 3,94 трлн м³ газу та 56,1 млн т. конденсату). Складні арктичні умови Штокманівського родовища, значна віддаленість від берега (550 км на північний схід від Мурманська), велика глибина розробки (320—340 м) вимагали унікальних технологій видобутку й транспортування, якими Росія не володіє. З 2002 р. велися спроби залучити провідні західні компанії, але освоєння родовища з різних причин не розпочалося.
Нафта Східного Сибіру також має свій чималий потенціал. У 1960 р. один із засновників Сибірського відділення АН СРСР академік Андрій Трофимук дав наукове обґрунтування нафтогазоносності Сибірської платформи, особливо Лено-Тунгуської провінції. Зі своїми учнями він довів промислову продуктивність найдавніших на планеті докембрійських нафтогазоносних товщ і запропонував масштабну програму пошуків і освоєння східносибірських родовищ. Серед перспективних районів слід виділити продуктивні нафтогазові родовища Ванкорської (відкрита в 1988 р.) та Юрубчено-Тохомської зон (1982 р.) Красноярського краю.
Далекий Схід Росії дав низку багатих нафтогазових родовищ острова Сахалін і прилеглого шельфу (відкриті в другій половині 1980-х рр.), які розробляються в рамках міжнародних проектів «Сахалін-1» та «Сахалін-2».
Нарис історії освоєння російських нафтогазових родовищ не може бути завершеним без згадки про значний внесок українських нафтовиків, бурильників, геологів в освоєння Західного Сибіру. Обмежена затребуваність великого кадрового потенціалу нафтогазовидобувної галузі України при поступовому скороченні видобутку (вичерпанні) нафтових і газових родовищ, а також привабливі матеріальні стимули призвели до масштабного виїзду спеціалістів у Тюменську область. Здійснювався цей рух (у відповідності до наших ментальних особливостей) здебільшого вахтовим методом — спеціальні «чартерні» рейси регулярно курсували між сибірськими й українськими містами. У 1980-х роках у Ханти-Мансійському окрузі виникло навіть вахтове селище — Полтавське (хоча велика кількість вахтовиків була з Івано-Франківщини, Львівщини, Харківщини, але переважали саме полтавчани) . Серед бригад буровиків в багатьох випадках українці складали від 50 до 100 %. Українським "Підприємством з буріння свердловин на газ і нафту «Укрбургаз» були виконані великі обсяги бурильних робіт на родовищах в Уренгої та Новому Уренгої. Крім вахтовиків, значна кількість інженерних кадрів (особливо середньої ланки) були вихідцями з України. Івано-Франківський інститут нафти і газу був по справжньому своїм в Тюменській області.
На жаль, російські нафтогазові корпорації ХХІ сторіччя швидко забули про український внесок в освоєння найбільших російських родовищ і «віддячили» використанням енергетичних ресурсів як одного з факторів гібридної війни з Українською Державою.